# ايمانويل ليديسما
ايمانويل ليديسما (بالإسبانية: Emmanuel Ledesma)‏ هو لاعب كرة قدم أرجنتيني في مركزي الوسط والهجوم، ولد في 24 مايو 1988 في مدينة كويلمس في الأرجنتين. لعب مع برايتون أند هوف ألبيون وكوينز بارك رينجرز ونادي بانيتوليكوس ونادي برينتفورد ونادي جنوى ونادي روذرهام يونايتد ونادي ساليرنيتانا ونادي سينسيناتي ونادي كروتوني ونادي ميدلزبره ونادي نوفارا ونادي والسول.

## وصلات خارجية
- ايمانويل ليديسما على موقع الدوري الأمريكي (الإنجليزية)
- ايمانويل ليديسما على موقع قاعدة بيانات كرة القدم.إي يو (الإنجليزية)
- ايمانويل ليديسما على موقع Soccerbase.com (لاعب) (الإنجليزية)
- ايمانويل ليديسما على موقع Soccerway.com (الإنجليزية)
- ايمانويل ليديسما على موقع عالم كرة القدم.نت (الإنجليزية)